# Vadnejaure
Vadnejaure är en sjö i Kiruna kommun i Lappland och ingår i Torneälvens huvudavrinningsområde. Sjön har en area på 0,176 kvadratkilometer och ligger 538,9 meter över havet. Vadnejaure ligger i Torneträsk-Soppero fjällurskog Natura 2000-område.